# Sérigny (Orne)
Pour les articles homonymes, voir Sérigny.
Sérigny est une ancienne commune française, située dans le département de l'Orne en région Normandie, devenue le 1er janvier 2017 une commune déléguée au sein de la commune nouvelle de Belforêt-en-Perche.
Elle est peuplée de 349 habitants.

## Géographie
La commune est au cœur du Perche. Son bourg est à 1,2 km à l'est du centre de Bellême et à 8,5 km à l'ouest de Nocé.
| Saint-Martin-du-Vieux-Bellême                       | Saint-Ouen-de-la-Cour (comm. nouv. de Belforêt-en-Perche) | Colonard-Corubert (comm. nouv. de Perche en Nocé)                  |
| Bellême                                             | Sérigny                                                   | Saint-Jean-de-la-Forêt (comm. nouv. de Perche en Nocé), Dame-Marie |
| Saint-Martin-du-Vieux-Bellême, Appenai-sous-Bellême | Appenai-sous-Bellême                                      | Dame-Marie                                                         |

## Toponymie
Le toponyme serait issu de l'anthroponyme latin ou roman Serenius.
Le gentilé est Sérignyciens.

## Histoire
Le 1er janvier 2017, Sérigny intègre avec cinq autres communes la commune de Belforêt-en-Perche créée sous le régime juridique des communes nouvelles instauré par la loi no 2010-1563 du 16 décembre 2010 de réforme des collectivités territoriales. Les communes d'Eperrais, du Gué-de-la-Chaîne, d'Origny-le-Butin, de la Perrière, de Saint-Ouen-de-la-Cour, de Sérigny deviennent des communes déléguées et Le Gué-de-la-Chaîne est le chef-lieu de la commune nouvelle.

## Politique et administration
| Période                                  | Période       | Identité      | Étiquette | Qualité               |
| ---------------------------------------- | ------------- | ------------- | --------- | --------------------- |
| 1995                                     | mars 2014     | Réjane Allain | SE        | Retraitée (banque)    |
| mars 2014                                | décembre 2016 | David Boulay  | SE        | Conducteur de travaux |
| Les données manquantes sont à compléter. |               |               |           |                       |

Le conseil municipal est composé de onze membres dont le maire et trois adjoints. Ces conseillers intègrent au complet le conseil municipal de Belforêt-en-Perche le 1er janvier 2017 jusqu'en 2020 et David Boulay devient maire délégué.

## Démographie
L'évolution du nombre d'habitants est connue à travers les recensements de la population effectués dans la commune depuis 1793. À partir du 1er janvier 2009, les populations légales des communes sont publiées annuellement dans le cadre d'un recensement qui repose désormais sur une collecte d'information annuelle, concernant successivement tous les territoires communaux au cours d'une période de cinq ans. 
Pour les communes de moins de 10 000 habitants, une enquête de recensement portant sur toute la population est réalisée tous les cinq ans, les populations légales des années intermédiaires étant quant à elles estimées par interpolation ou extrapolation. Pour la commune, le premier recensement exhaustif entrant dans le cadre du nouveau dispositif a été réalisé en 2006,.
En 2021, la commune comptait 349 habitants, en évolution de −10,28 % par rapport à 2015 (Orne : −1,53 %, France hors Mayotte : +2,49 %).
Sérigny a compté jusqu'à 725 habitants en 1841.
| 1793 | 1800 | 1806 | 1821 | 1836 | 1841 | 1846 | 1851 | 1856 |
| ---- | ---- | ---- | ---- | ---- | ---- | ---- | ---- | ---- |
| 517  | 560  | 556  | 610  | 670  | 725  | 701  | 716  | 678  |

| 1861 | 1866 | 1872 | 1876 | 1881 | 1886 | 1891 | 1896 | 1901 |
| ---- | ---- | ---- | ---- | ---- | ---- | ---- | ---- | ---- |
| 714  | 708  | 607  | 600  | 528  | 502  | 473  | 400  | 429  |

| 1906 | 1911 | 1921 | 1926 | 1931 | 1936 | 1946 | 1954 | 1962 |
| ---- | ---- | ---- | ---- | ---- | ---- | ---- | ---- | ---- |
| 400  | 364  | 332  | 338  | 347  | 337  | 329  | 364  | 330  |

| 1968 | 1975 | 1982 | 1990 | 1999 | 2006 | 2011 | 2016 | 2020 |
| ---- | ---- | ---- | ---- | ---- | ---- | ---- | ---- | ---- |
| 354  | 410  | 378  | 412  | 435  | 379  | 395  | 386  | 352  |

## Lieux et monuments

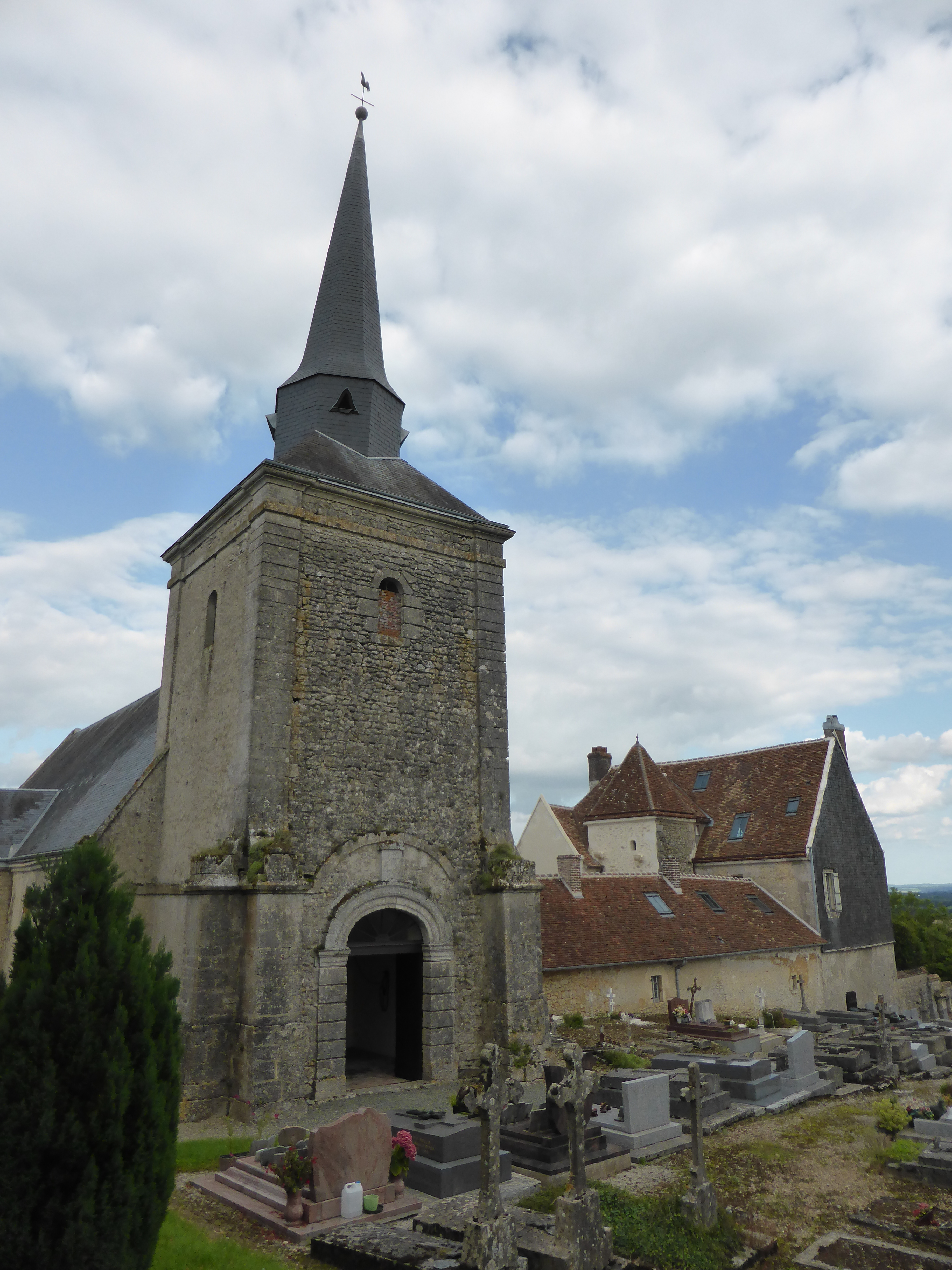
L'église Saint-Rémi et le presbytère.

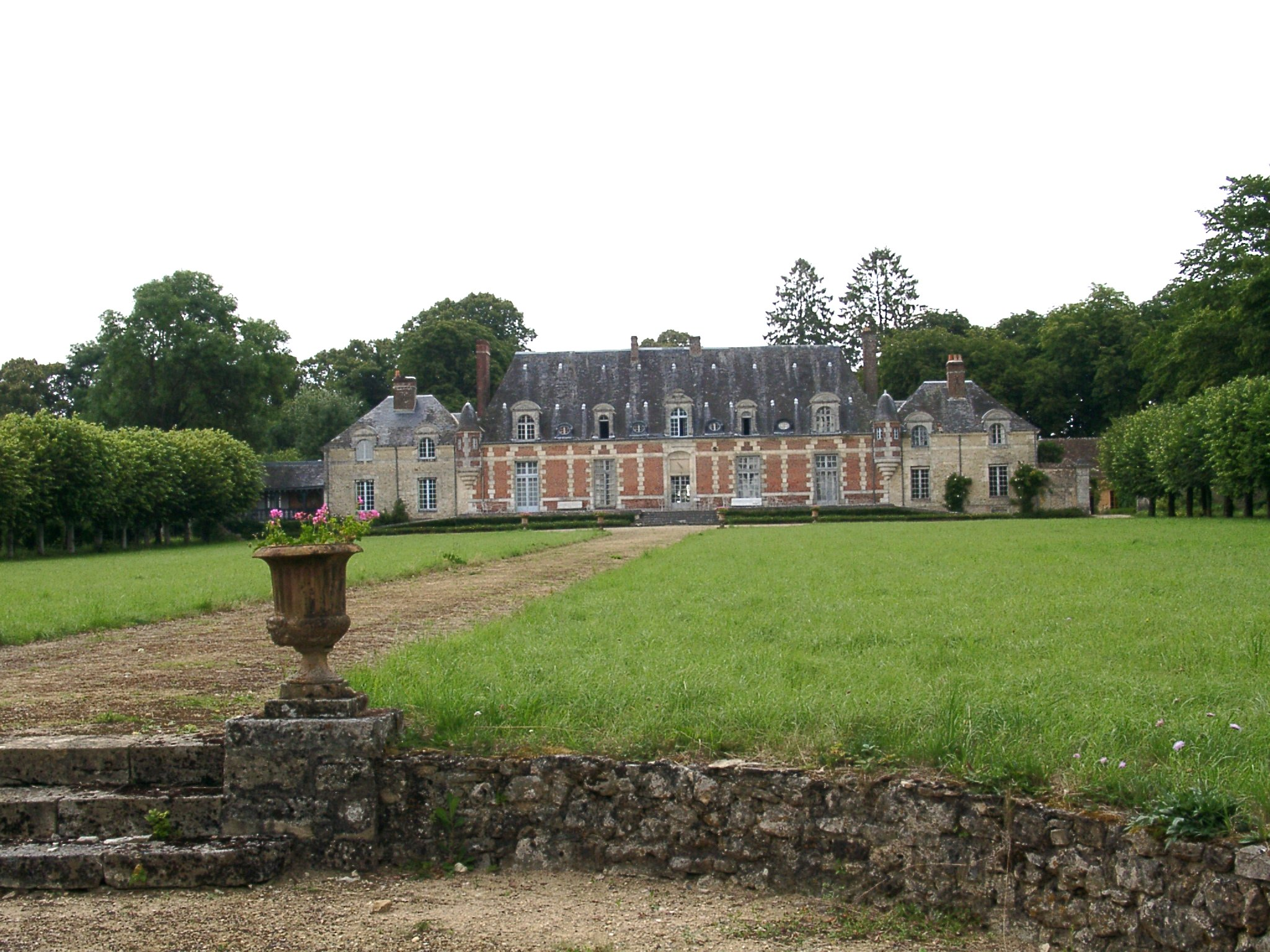
Le château du Tertre.

- Église Saint-Rémi (XVIIIe siècle). Un retable du XVIIIe doté de deux statues et un relief (Le Baptême du Christ), un blason de François Bohier (XVIe) et deux confessionnaux (XVIIe) sont classés à titre d'objets aux Monuments historiques[14].
- Presbytère du XVIe siècle, dont la façade fut remaniée en 1750, face à l'église Saint-Rémi[15].
- Château du Tertre (XVIIe), classé Monument historique[16], il fut habité par Roger Martin du Gard.
- Maison Lods, inscrite au titre des monuments historiques[17], labellisée « Patrimoine du XXe siècle ».

## Personnalités liées à la commune
- Roger Martin du Gard (1881-1958), écrivain, Prix Nobel de littérature en 1937, s'y est installé en 1926.
- Marcel Lods (1891-1978), architecte  et urbaniste. Sa propre villa, à la Marre, œuvre personnelle, est inscrite aux Monuments historiques.
- Fernand Dubuis (1908-1991 à Sérigny), peintre-dessinateur.